# Aldein
Aldein ([alˈdaɪ̯n]; italienisch Aldino) ist eine italienische Gemeinde mit 1620 Einwohnern (Stand 31. Dezember 2023) in Südtirol. Sie befindet sich südöstlich von Bozen auf dem Hochplateau des Regglberges. Sie umfasst die Ortschaften Aldein, Radein und Holen.
Wirtschaftlich von Bedeutung sind neben der Landwirtschaft auch Handwerk und Tourismus (u. a. auch wegen der Nähe zum Skizentrum Jochgrimm).

## Geographie

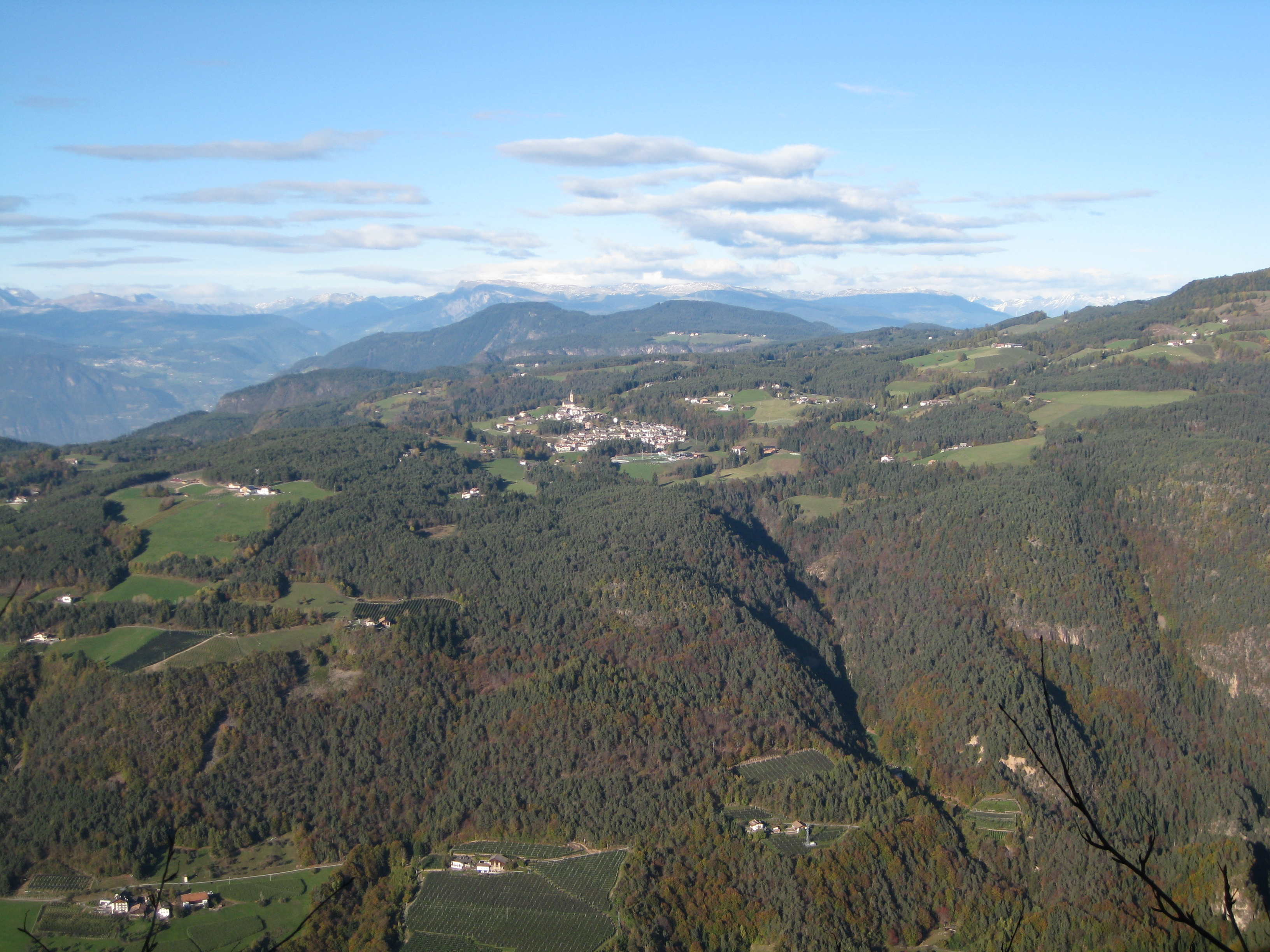
Das Dorf Aldein auf dem Regglberg von Süden vom Cislon aus gesehen

Die Gemeinde dehnt sich auf einer Fläche von 63,19 km² im Süden Südtirols aus. Sie nimmt dabei den Südteil des zu den Fleimstaler Alpen gezählten Regglberger Hochplateaus und einige angrenzende Berggebiete ein. Auf dem mittelgebirgigen Hochplateau selbst, umgeben von einigen Weilern und zahlreichen Einzelhöfen, befindet sich der Hauptort der Gemeinde, Aldein (1160–1220 m s.l.m.). Südlich des Hauptorts, wo das vom Schwarzenbach durchflossene Holental den Regglberg begrenzt, liegt die Ortschaft Holen (660–760 m) und im Südosten, vom übrigen Gemeindegebiet durch die tiefe Schlucht des Bletterbachs getrennt, die Fraktion Radein (Oberradein: 1400–1600 m; Unterradein: 1090–1250 m; Neuradein: 1030–1040 m).
Die höchsten Erhebungen Aldeins bauen sich im Osten oberhalb von Radein auf: die markanten Zwillingsgipfel Weißhorn (2317 m) und Schwarzhorn (2439 m), durch den Gebirgssattel Jochgrimm (1989 m) voneinander getrennt.
Landeskundlich wird Aldein mitunter dem Gebiet Unterland-Berg zugerechnet, dementsprechend ist die Gemeinde der Bezirksgemeinschaft Überetsch-Unterland zugeteilt. Der im Norden angrenzende Abschnitt des Regglbergs gehört zur Nachbargemeinde Deutschnofen. Im Westen fällt der Reggelberg zum Etschtal auf der Höhe der Gemeinden Auer und Branzoll ab. Im Süden stößt Aldein an Montan und Truden. Die südöstliche Gemeindegrenze stellt gleichzeitig die Südtiroler Landesgrenze zum Trentino dar.

## Geschichte
Auf dem Aldeiner Gemeindegebiet gab es bereits in der vorchristlichen Zeit Siedlungsaktivitäten. Auf dem Burgstallegg und dem Schwarzhorn befanden sich ur- und frühgeschichtliche Wallburgen. Die Gegend wurde auch als Jagdrevier benutzt, wie saisonale Raststätten für Jäger und Sammler auf dem Jochgrimm bezeugen.
Aldein wird ersturkundlich im späten 12. Jahrhundert (1177–1185) als „Aldin“ genannt. Es liegt dem Ortsnamen vielleicht ein Personenname mit Ald-Wortstamm zugrunde und er bedeutet etwa ‚Landgut des Aldius‘.
Die Pfarrkirche, der heiligen Helena geweiht, wird erstmals 1309 in Rechtsaufzeichnungen genannt, welche auch ihre Stellung als bedeutsamen Grundbesitzer am Regglberg und im Bozner Unterland erweisen. Auch die Tatsache, dass im Friedhof der Kirche noch im 14. Jahrhundert Vertragsabschlüsse getätigt wurden, spricht für die Bedeutung des kirchlichen Siedlungsmittelpunktes. Die heutige Kirche ruht auf einem vorgängigen romanischen Doppelapsidenbau.
Aldein gehörte bis zum Ende des Ersten Weltkriegs zur Grafschaft Tirol und damit zu Österreich-Ungarn. Innerhalb Tirols war Aldein dem Gerichtsbezirk Neumarkt zugeordnet, der wiederum Teil des Bezirks Bozen war. Mit dem Vertrag von Saint-Germain kam Aldein 1920 zusammen mit dem Großteil Tirols südlich des Alpenhauptkamms zu Italien. Als 1927 auf diesen ehemals österreichischen Gebieten die beiden Provinzen Bozen und Trient entstanden, wurde Aldein wie auch einige andere umliegende Gemeinden der mehrheitlich italienischsprachigen Provinz Trient zugeschlagen. Erst 1948 wurde Aldein in die Provinz Bozen bzw. Südtirol eingegliedert.

## Politik
Bürgermeister seit 1952:
- Albert Matzneller: 1952–1956
- Johann Pitschl: 1956–1969
- Vitus Gruber: 1969–1993
- Josef Pitschl: 1993–2010
- Christoph Matzneller: 2010–2025
- Charlotte Oberberger Pichler: seit 2025

## Bevölkerung
Aldein ist gemäß den erhobenen Sprachgruppenzugehörigkeitserklärungen bzw. Sprachgruppenzuordnungserklärungen eine weitgehend deutschsprachige Gemeinde. Als Berechnungsgrundlage der folgenden Prozentwerte wurden die gültigen Erklärungen von Personen mit italienischer Staatsbürgerschaft herangezogen.
| Sprache     | 1981    | 1991    | 2001    | 2011    | 2024    |
| ----------- | ------- | ------- | ------- | ------- | ------- |
| Deutsch     | 98,87 % | 98,84 % | 98,38 % | 98,07 % | 97,89 % |
| Italienisch | 0,93 %  | 0,97 %  | 1,37 %  | 1,74 %  | 1,85 %  |
| Ladinisch   | 0,20 %  | 0,19 %  | 0,25 %  | 0,19 %  | 0,26 %  |

## Bildung
In der Gemeinde Aldein befinden sich zwei deutschsprachige Grundschulen im Hauptort Aldein und in Radein, die beide dem Schulsprengel der Nachbargemeinde Auer angeschlossen sind.

## Sehenswürdigkeiten

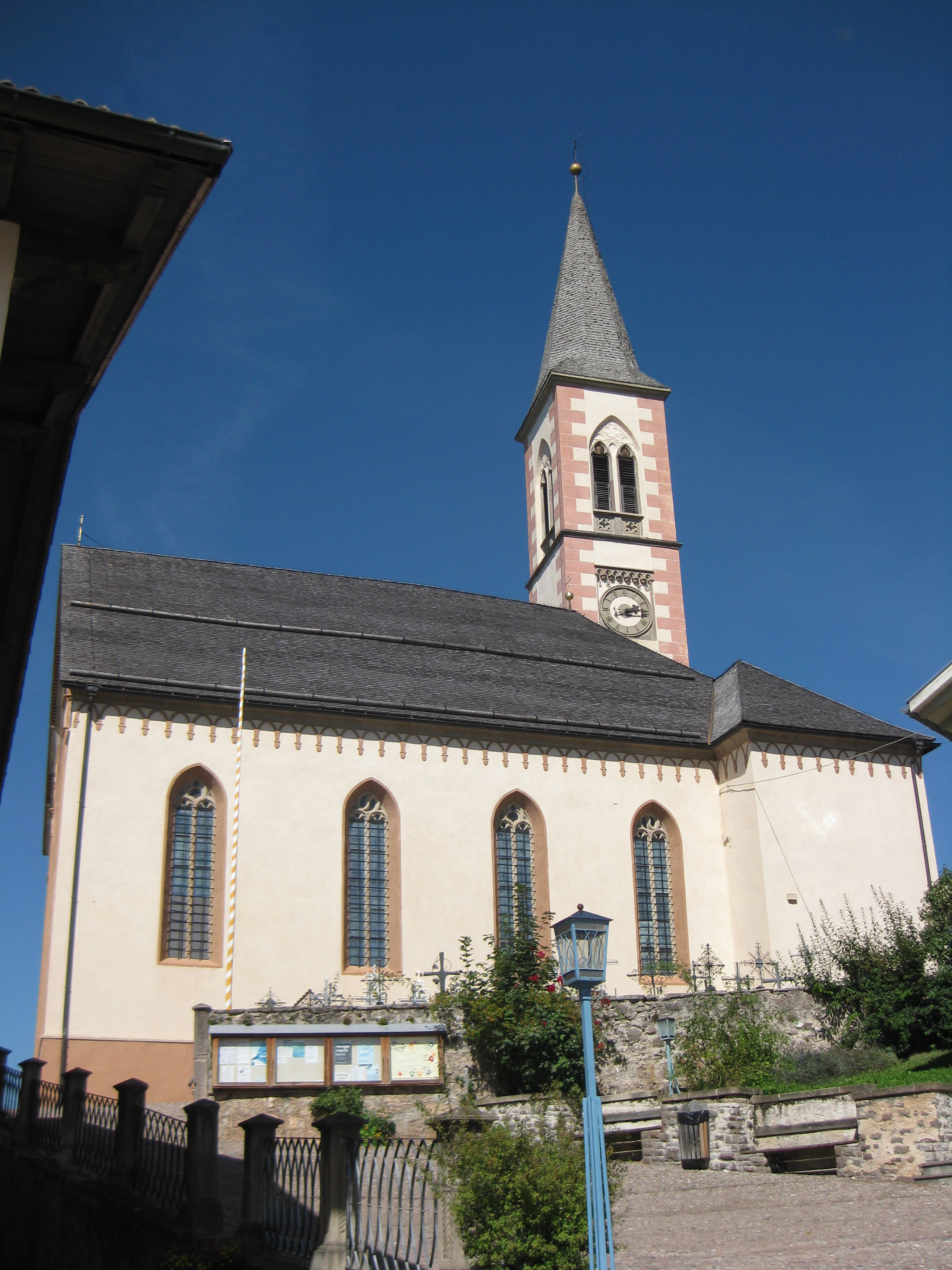
Die Pfarrkirche zur Hl. Helena von Aldein

Aldein verfügt über zwei Museen, die vom Museumsverein Aldein gepflegt werden. 
- Das Dorfmuseum beinhaltet eine für ein Bergdorf erstaunlich wertvolle und umfangreiche Sammlung von sakralen Gegenständen aus der Barock- und Rokokozeit, die sich der Stiftung des Benefiziums des Thalhofes mit der Kapelle Maria Schnee im Tal[12] verdankt. 2024 wurde das Museum neu gestaltet und die Ausstellung von Ariane Karbe (Berlin) kuratiert.
- Das Mühlenensemble im Thal gibt einen interessanten Einblick in die Geschichte des Mühlenwesens vom 17. bis 20. Jahrhundert.

In der Nähe, aber auf Deutschnofner Gemeindegebiet, befindet sich das Kloster Maria Weißenstein (1553).
Eine besondere Sehenswürdigkeit ist der Geoparc Bletterbach unter dem Weißhorn. Die Bletterbachschlucht ist seit dem 26. Juni 2009 Teil des Weltnaturerbes der UNESCO. Das Besucherzentrum liegt nahe Aldein, das Geomuseum in Oberradein.

## Persönlichkeiten
Aldein ist der Geburtsort folgender Persönlichkeiten:
- Ignaz Anton Ladurner (1766–1839), Komponist
- Johannes Baptist Franzelin (1816–1886), Jesuit und Kardinal
- Andreas Alois Di Pauli (1761–1839), Jurist
- Toni Ebner (1918–1981), Journalist und Politiker
- Alfred Gruber[13] (1929–1998), Priester und Literat
- Luis Lintner (1940–2002), Priester und Missionar, der am 16. Mai 2002 in Brasilien ermordet wurde
- Josef Matzneller (1944–2022), Privatsekretär von Bischof Joseph Gargitter, langjähriger Kanzler am Bischöflichen Ordinariat und Generalvikar der Diözese Bozen-Brixen
- Alois Gurndin (* 1944), Priester und Hochschulprofessor
- Florian Pitschl (* 1947), Priester und Hochschulprofessor
- Martin M. Lintner OSM (* 1972), Ordenspriester und Hochschulprofessor